# Göktürk 1
Göktürk 1 ist ein militärischer Erdbeobachtungssatellit des türkischen Verteidigungsministeriums (Millî Savunma Bakanlığı).
Er wurde am 5. Dezember 2016 um 13:51:44 UTC mit einer Vega-Trägerrakete vom Centre Spatial Guyanais in eine sonnensynchrone Umlaufbahn gebracht. Der 300 Millionen Euro teure Satellit wurde 2009 bestellt, aber aufgrund von Forderungen der Türkei, inländische Firmen bei der Produktion des Satelliten stärker einzubinden und eigene Testanlagen im Inland zu betreiben, kam es zu Verzögerungen. Daher wurde bereits 2012 der zusammen mit Südkorea weitgehend selbst entwickelte Göktürk 2 gestartet, der jedoch keine so hohe Auflösung erreicht.
Der dreiachsenstabilisierte Satellit ist mit einer Kamera mit 80 cm Auflösung ausgerüstet und soll hochauflösende Bilder für zivile und militärische Zwecke liefern. Gebaut wurde der rund eine Tonne schwere Satellit auf Basis des PROTEUS-Satellitenbusses von Telespazio, einem Gemeinschaftsunternehmen des italienischen Rüstungs- und Raumfahrtkonzerns Leonardo und seines französischen Partners Thales. Der Satellit besitzt eine geplante Lebensdauer von sieben Jahren.